# 柳德米拉·韦尔比茨卡娅
柳德米拉·阿列克谢耶夫娜·韦尔比茨卡娅（俄语：Людмила Алексеевна Вербицкая，1936年6月17日—2019年11月24日），女，圣彼得堡人。俄罗斯语言学家，俄语教育家。圣彼得堡国立大学校长（1994年－2008年）、主席（2008年－2019年）。世界俄语语言文学教育协会主席。

## 生平
1936年6月生于列宁格勒（今圣彼得堡）。她的父亲布布诺夫是列宁格勒苏维埃代表，1949年被牵连进列宁格勒冤案，1950年遭枪决。其家人均被捕，年幼的韦尔比茨卡娅被流放至利沃夫劳动，直到1954年冤案获得平反。
1954年转入列宁格勒大学俄罗斯语言文学专业，师从列夫·津杰尔，1958年毕业后留校深造，专注于俄语语音学研究，1977年获语言学全博士學位学位。1979年起在列宁格勒大学任教，1994年4月被选举为校长，成为该校1725年创办以来的首位女校长。2013年至2018年任俄罗斯教育科学院院长。
2019年11月24日在圣彼得堡逝世。

## 荣誉
韦尔比茨卡娅获得的荣誉不胜枚举。在国内，她获得了一级至四级完整的祖国功勋勋章。2011年获教育系统俄罗斯联邦总统奖，2007年获俄罗斯联邦政府奖。1997年因在高等教育方面的突出成就获“英国女王纪念基金奖”。她也曾获得“法国荣誉军团勋章”、法国“学术界棕榈叶勋章”、“波兰共和国功勋勋章”等国外荣誉。
2018年在中国获得第八届世界大学女校长论坛颁发的“大学女校长终身荣誉奖”。2019年入选“中俄互评人文交流领域十大杰出人物”。

## 出版物
主要学术出版物有《从罗蒙诺索夫到今天的俄语》。主编有《时间与空间中的俄语和俄罗斯文学》。2006年出版回忆录《我的彼得堡》。

## 延伸阅读
- 凡保轩; 徐洪征; 谢飞. . 世界大学女校长女子大学丛书. 中国传媒大学出版社. 2014年9月. ISBN 9787565709302.
- 第十二届世界俄语大会学术组. . 2011-05-18  [2019-11-25]. （原始内容存档于2011-09-08）.